# Selenisa translineata
Selenisa translineata là một loài bướm đêm trong họ Erebidae.